# 郷土資料
一般的に郷土とは自治体区分よりも広い範囲を指すことが多く、郡、律令国、都道府県、地方など、指す範囲はまちまちである。公共図書館はその地域の専門図書館の側面を有するため、丹念に郷土資料を収集してレファレンスサービスを提供する義務があるとされる。従来は郷土資料と地域資料が同義語として扱われていたが、今日では郷土資料は地域資料の一部であるとする考え方が一般的であり、郷土資料と地方行政資料の総称が地域資料であるとされる。

## 郷土資料とされるもの
- 郷土関係者の著作
- 郷土で発行された図書・新聞・雑誌・行政資料・産業資料
- 文化行事のプログラム
- 郷土に関する地誌・歴史・伝記・文学作品
- 文書・金石文・写真・フィルム・テープ
- 出土した考古学資料
- 化石や生物標本などの博物館的資料